# Cremastus fumeus
Cremastus fumeus là một loài tò vò trong họ Ichneumonidae.